# Трифонівська СЕС
Трифонівська сонячна електростанція — пілотний проєкт компанії ДТЕК в сегменті геліоенергетики в селі Трифонівка Херсонської області. Проєктна потужність станції — 10 МВт. Будівництво Трифанівскої СЕС розпочалося в березні й завершилося в липні 2017 року. На об'єкті було встановлено 37 тисяч сонячних панелей китайської компанії JA Solar і інвертори компанії ABB, вироблені в Італії.
За планом станція буде виробляти 11—12 млн кВт·год зеленої електроенергії щорічно. Цього достатньо, щоб забезпечити електроенергією чотири тисячі домогосподарств. Трифонівська СЕС була введена в експлуатацію та розпочала генерацію «зелених» кВт·год в Об'єднану енергетичну систему України в серпні 2017 р.
Станом на 23 листопада 2018 року електростанція виробила 12,5 млн кВт·год «зеленої» електроенергії. Завдяки великій кількості сонячних днів станція змогла виконати річний план. Виробленого на станції за цей час обсягу електроенергії достатньо для покриття річного споживання жителями половини Великоолександрівського району (Херсонська обл.), на території якого знаходиться СЕС.
Крім того, 12,5 млн кВт·год «зеленої» електроенергії — це еквівалент понад 13 тис. тонн СО₂ (вуглекислого газу), який завдяки роботі станції не буде викинутий в атмосферу.